# Melaloncha licina
Melaloncha licina är en tvåvingeart som beskrevs av Brown 2006. Melaloncha licina ingår i släktet Melaloncha och familjen puckelflugor. Inga underarter finns listade i Catalogue of Life.